# سفارة السويد في ماليزيا
سفارة السويد في ماليزيا هي أرفع تمثيل دبلوماسي لدولة السويد لدى ماليزيا. تقع السفارة في وهي تهدف لتعزيز المصالح السويدية في ماليزيا.

## وصلات خارجية
- قائمة سفارات السويد
- قائمة السفارات في ماليزيا